# Pedro Higgins
Pedro Higgins o Peter Higgins en inglés, fue un Sacerdote Dominico Mártir en Irlanda

## Biografía
Pedro Higgins nació en Irlanda, alrededor del año 1602, en los alrededores de Dublín, 
En 1622 recibió el hábito dominico. Y en 1627 fue a España y se ordenó Sacerdote años después, En 1630 predicaba en Dublín y Naas.[cita requerida]

## Arresto y Muerte
Se culpó a los dirigentes católicos, de ser alborotadores del orden público. Higgins fue apresado y condenado a muerte usando como pretexto la restauración del orden público. Él, sin embargo, siempre mantuvo su inocencia. se le ofreció la libertad si se convertía al anglicanismo, por lo cual parece ser que la condena fue motivada por su fe católica.
Fue ahorcado en Dublín el 23 de marzo de 1642. La Orden Dominicana lo celebra el 30 de octubre.

## Beatificación
Fue beatificado en el conjunto de 17 mártires de la persecución en Irlanda, por el papa Juan Pablo II el 27 de septiembre de 1992.